# Hermann Krutzsch
Hermann Krutzsch (* 26. November 1819 in Tharandt; † 18. Juli 1896 ebenda) war ein deutscher Forstwissenschaftler, Geologe und Mineraloge. Seit 1852 lehrte er als Professor an der Forstakademie zu Tharandt. Zuvor war Krutzsch seit 1847 als Lehrer dort angestellt.